# Slav Bakalov
Slav Bakalov (Sofia, 6 luglio 1945 – Sofia, 17 ottobre 2019) è stato un animatore e pittore bulgaro.

## Biografia
Ha studiato all'Accademia di Belle Arti di Sofia, diplomandosi nel 1964, per poi laurearsi presso l'Università Statale di Cinematografia (VGIK) di Mosca nel 1975 come pittore e regista di film d'animazione. Nel medesimo anno ha cominciato a lavorare in questi settori presso lo Studio di Animazione di Sofia dal quale sono passati alcuni dei migliori talenti dell'animazione dell'est europeo e non solo.
Nel corso della sua vita ha realizzato oltre 50 film d'animazione, tra i quali il lungometraggio Monologue for a pig, oltre a quattro libri di novelle satiriche e quattro documentari. Nel 1985 ha vinto la Palma d'Oro al Festival di Cannes con il corto Jenitba (Il matrimonio), durata 6 minuti, sceneggiato e diretto assieme a Rumen Petkov oltre a numerosi premi nazionali ed internazionali. 
Successivamente ha scelto di dedicarsi prevalentemente alla pittura esibendosi in oltre 40 personali sia in Bulgaria che all'estero, e a partire dal 1989 non ha più diretto alcun film, anche se ha sceneggiato alcuni cortometraggi per altri animatori.
Nell'ambito della 12ª edizione del Film Festival Visionaria, tenutasi presso il Santa Maria della Scala di Siena nel 2003, Sergio Micheli, con l'ideazione, il coordinamento e l'organizzazione di Barbara Mottola, realizzò la rassegna L'animazione Bulgara dal 1970 ad oggi, comprendente, oltre agli autori storici dell'animazione e del disegno di quel paese, anche la mostra personale di Bakalov con le sue pitture ed i suoi rodovetri, nonché la partecipazione dello stesso artista.